# Nemotelus monensis
Nemotelus monensis är en tvåvingeart som beskrevs av Charles Howard Curran 1928. Nemotelus monensis ingår i släktet Nemotelus och familjen vapenflugor.
Artens utbredningsområde är Puerto Rico. Inga underarter finns listade i Catalogue of Life.